# Ioan Harșia
Ioan Harșia (n. 12 aprilie 1872, Milășel – d. 26 ianuarie 1953, Reghin) a fost un deputat în Marea Adunare Națională de la Alba Iulia, organismul legislativ reprezentativ al „tuturor românilor din Transilvania, Banat și Țara Ungurească”, cel care a adoptat hotărârea privind Unirea Transilvaniei cu România, la 1 decembrie 1918.:p. 77

## Biografie
Născut în  localitatea Milășel în anul 1872, Ioan a urmat studiile superioare la Facultatea de Drept și Studii Juridice din Budapesta, studii în urma cărora va ocupa funcția de avocat în localitatea Reghin. Din anul 1907 este membru fondator al Despărțământului Reghin al Astrei, îndeplinind funcțiile de vicepreședinte și președinte. Este luat ca prizonier în Rusia unde se înrolează în corpul voluntarilor ardeleni. Deține un important rol în crearea Consiliului Național Român comitatens Mureș-Turda. La 30 noiembrie a participat la discutarea proiectului de hotărâre a Unirii, pronunțându-se pentru unirea fără condiții. În anul 1920 se înscrie în Partidul Poporului fiind ales ulterior senator. Între 1920-1922 deține statutul de primar al municipiului Târgu-Mureș, iar în perioada 1926-1927 ajunge din nou în poziția de senator. În 1950 a fost întemnițat la Gherla, iar din anul 1951 are domiciliu forțat la Reghin, loc în care își găsește sfârșitul vieții la data de 26 ianuarie 1953.

## Activitatea politică
A fost ales ca delegat titular al cercului electoral  Reghin, la Marea Adunare Națională de la Alba Iulia de la 1 decembrie 1918.:p.255

## Decorații
Ioan Harșia, pentru îndelungata sa activitate, a fost răsplătit în anul 1951 cu ordinul Coroana României în grad de ofițer.:p.255